# Torashirō Kawabe
Torashirō Kawabe (jap. 河辺 虎四郎 Kawabe Torashirō; ur. 25 września 1890 w prefekturze Toyama, zm. 25 czerwca 1960) – generał porucznik Cesarskiej Armii Japońskiej z okresu II wojny światowej, młodszy brat generała Masakazu Kawabe.
Przewodniczył japońskiej delegacji w rokowaniach z amerykańskim gen. Douglasem MacArthurem przed ostateczną kapitulacją Japonii.